# Braakhuizen
Braakhuizen is een gebied in Geldrop in de gemeente Geldrop-Mierlo. Het ligt ten oosten van de Kleine Dommel en ten zuiden van het Eindhovens Kanaal. Vroeger was het een gehucht van Geldrop wat ten oosten van het dorp lag. Het lag aan de andere zijde van de Kleine Dommel in laag gelegen land. Waarschijnlijk is dat de verklaring van de naam: 'huizen in het brak'. Omstreeks 1900 was er sprake van de buurten Groot-Braakhuizen en Klein-Braakhuizen. Tot het midden van de 20e eeuw bestond Braakhuizen alleen uit een straat met een paar huizen.
Thans is het een vrijwel geheel bebouwd gebied. Het Dommeldal is nog natuurgebied. Het wordt verdeeld in de wijken Braakhuizen-Noord en Braakhuizen-Zuid, de scheidslijn is de hoofdweg van Geldrop naar Mierlo. Het ontstaan van twee wijken heeft een puur historisch karakter. Braakhuizen-Zuid werd reeds voor de Tweede Wereldoorlog gebouwd, Braakhuizen-Noord na de oorlog.